# Willem Busac
Willem Busac (circa 1020 - 1076) was van 1057 tot aan zijn dood graaf iure uxoris van Soissons. Hij behoorde tot het huis Normandië.

## Levensloop
Willem Busac was de tweede zoon van graaf Willem I van Eu en Lescelina, dochter van ene Turquetil, een bewaker van Willem I van Eu.
Koning Hendrik I van Frankrijk regelde een huwelijk tussen Willem en Adelheid (overleden in 1105), dochter van graaf Reinoud I van Soissons. In 1057 stierf zowel Adelheids vader als haar broer Gwijde II bij het Beleg van Soissons, waarna Willem Busac en Adelheid graaf en gravin van Soissons werden. Willem Busac bestuurde het graafschap in het recht van zijn echtgenote. 
Willem overleed rond 1076. Zijn oudste zoon Reinoud II volgde hem op.

## Huwelijk en nakomelingen
Willem en zijn echtgenote Adelheid kregen volgende kinderen:
- Reinoud II (overleden in 1099), graaf van Soissons
- Jan I (overleden in 1115), graaf van Soissons
- Manasses (overleden in 1108), bisschop van Kamerijk en Soissons
- Lithuise, huwde met heer Milo I van Montlhéry
- een naamloze dochter die huwde met heer Ivo I van Nesle, stamvader van het huis Nesle